# 林楠 (1969年)
林楠（1969年12月—），女，中华人民共和国外交官，曾任中华人民共和国驻巴塞罗那总领事，现任中华人民共和国驻塞舌尔共和国特命全权大使。

## 生平
1990年，进入中华人民共和国外交部工作，先后在外交部礼宾司、驻古巴大使馆任职，后任外交部礼宾司参赞。2007年，任外交部礼宾司副司长。2012年，任驻美国大使馆公使衔参赞。2017年7月，出任中华人民共和国驻巴塞罗那总领事。2021年4月，自驻巴塞罗那总领事离任，回国任外交部新闻司公使衔参赞、一级巡视员。2021年12月，挂职四川省成都市人民政府副市长（任期二年）。2023年12月，出任中华人民共和国驻塞舌尔大使。